# Долгоруков, Григорий Борисович Роща
Князь Григорий Борисович Роща Долгоруков († 22 сентября 1612) — русский военный и государственный деятель, дворянин московский, воевода и окольничий. Рюрикович в XXII колене, из княжеского рода Долгоруковых, герой Троицкой осады.
Старший из трёх сыновей князя Бориса Васильевича Долгорукова. Братья — князья Михаил и Андрей Борисовичи Долгоруковы.

## Биография
Его служба при царях Иване Грозном, Фёдоре Иоанновиче и Борисе Годунове прошла незаметно. В 1590—1592 годах находился на воеводстве в Воронеже, а в 1595—1596 года — воевода в Тюмени. В 1604 году прислан воеводой в Курск вместо умершего воеводы Г. С. Овцына. В следующем 1605 году жители Курска, поднявшие восстание против Годуновых, арестовали воеводу и вынудили его присягнуть на верность Лжедмитрию I. Самозванец направил его на службу в Рыльск. Царь Борис Фёдорович Годунов отправил против Лжедмитрия большое войско, приказав своим воеводам вешать всех изменников. Когда царские войска подошли к Рыльску, князь Григорий Борисович руководил его успешной двухнедельной обороной. В награду Лжедмитрий I пожаловал его в окольничие, сделал членом Меньшого совета и ближним человеком.
Весной 1606 года упоминается разрядами среди участников на свадьбе Лжедмитрия I с Мариной Юрьевной Мнишек. После гибели самозванца присягнул на верность новому царю Василию Шуйскому и в том же году участвовал в походе на Коломну против повстанческих отрядов Ивана Болотникова. В 1608 году упоминается разрядами в торжествах по случаю свадьбы царя Василия Шуйского и княжной Марией Петровной Буйносовой-Ростовской. В том же году Долгоруков-Роща был послан на воеводство в Брянск. В мае власть в городе захватили повстанцы, воевода князь Григорий Борисович с верными детьми боярскими и дворянами ушёл к Шуйскому, осаждавшему тогда Тулу.

## Оборона Троице-Сергиевой лавры
В 1608—1610 годах Григорий Долгоруков-Роща прославился защитой Троице-Сергиевой лавры, осаждённой сторонниками самозванца Лжедмитрия II. Царь Василий Шуйский назначил Долгорукова-Рощу первым осадным воеводой. Его товарищем и вторым воеводой стал дворянин московский Алексей Голохвастов. Сторонники самозванца стремились захватить и разграбить богатый Троице-Сергиев монастырь. Готовясь к осаде Долгоруков-Роща руководил ремонтом и оснащением оружием монастырских каменных стен, а также сбором продуктов и обучением защитников. Были вооружены и наскоро обучены даже монахи.
23 сентября 1608 года войска сторонников Лжедмитрия II под командованием Яна-Петра Павловича Сапеги, Александра Лисовского и Константина Вишневецкого осадили Троице-Сергиеву лавру (23 сентября 1608 — 12 января 1610). 25 сентября воеводы Григорий Долгоруков-Роща и Алексей Голохвастов поклялись над мощами Преподобного Сергия Радонежского «сидеть в осаде верно, без измены».
Численность противника, осаждавшего Троице-Сергиев монастырь, по разным оценкам достигала от 10 до 15 тысяч человек. В число защитников входил небольшой гарнизон (до 2300 ратников и около 1000 крестьян, монахов и монастырских слуг). 29 сентября царские воеводы получили от противника грамоту с предложением сдаться и подчинить власти Тушинского вора. Воеводы ответили: «не боимся ляхов и крамольников». 3 октября началась осада Троице-Сергиева монастыря, во время которой Г. Б. Долгоруков день и ночь находился на монастырских стенах, руководя обороной. 12 октября защитники отбили первый вражеский приступ. 19 октября князь Г. Б. Долгоруков-Роща предпринял смелую вылазку из Лавры. 25 октября русские храбро отбили второй приступ противника. Узнав от пленного польского ротмистра о начатом подземном подкопе, защитники монастыря углубили защитные рвы, чем отвратили опасность подкопа. 31 октября и 1 ноября интервенты предприняли два мощных приступа, которые были отбиты защитниками с трудом и с большими потерями. Вскоре положение в осаждённом монастыре ухудшилось, так как противник взял под свой контроль пруды, которые снабжали защитников питьём. Однако ратные люди и монахи, воодушевлённые своими воеводами, держались твёрдо и отвергали все мирные переговоры. Противник вновь начал рыть подкопы. 9 ноября защитники сделали новую вылазку и взорвали самый опасный подкоп. С наступлением сильных морозов положение защитников ухудшилось: из-за нехватки дров, холода, недостатка питьевой воды и появившихся болезней начался мор.
Весной 1609 года ряды защитников были пополнены 80 московскими ратниками под руководством атамана Останкова. 9 мая защитники предприняли новую вылазку, нанеся урон противнику. В ответ 27 мая осаждающие предприняли большой приступ, но были отбиты и понесли большие потери. Затем гетман Ян-Петр Павлович Сапега прекратил осаду и блокировал лавру, рассчитывая взять её измором. В октябре 1609 года и январе 1610 года обороняющиеся получали новые подкрепления: в монастырь прорвались стрелецкие отряды под командованием воевод Давыда Васильевича Жеребцова (900 чел.) и Григория Леонтьевича Валуева (500 чел.).
12 января 1610 года, осаждавшие, узнав о приближении большой русской рати под командованием боярина князя Михаила Васильевича Скопина-Шуйского, прекратили осаду и отступили от Лавры. За свою службу князь Григорий Борисович Долгоруков-Роща получил от царя Василия Шуйского соболью шубу и золотой кубок.
После свержения царя Василия Шуйского в июле 1610 года и появления в Москве нового кремлёвского правительства- Семибоярщины, окольничий Долгоруков-Роща подписался на грамотах Московской Боярской думы в Смоленск к тамошним воеводам Шеину и Горчакову о сдаче города польскому королюСигизмунду III а также подпись Долгорукова-Рощи появилась на грамотах к князю Голицыну и Филарету, чтобы те ехали в Вильно просить королевича Владислава на царский трон (февраль 1610). В 1611—1612 годах Долгоруков-Роща находился на воеводстве на Северной Двине и в (Вологде).
Когда Второе народное ополчение во главе с князем Дмитрием Пожарским и Кузьмой Мининым подошло к Москве, часть поляков и русских бояр заперлась в Московском Кремле, а 22 сентября часть «черкас», то есть запорожцев, отделилась от войска литовского полководца Яна-Кароля Ходкевича и «бросилась к городу Вологде. Пользуясь отсутствием объезжих караулов, башенных и городских сторожей, стрелецких голов и сотников, нарядных пушкарей и затинщиков, черкасы вошли ночью в город и взяли его приступом, людей изрубили, церкви ограбили, город и посады до основания выжгли, воеводу князя Долгорукова и дьяка Карташова убили».

## Дети
Имел сына, князя Ивана Григорьевича, который вместе с ним участвовал в обороне Троице-Сергиева монастыря. Отец ставил его на самых опасных участках монастырских стен. Был воеводой на Двине (1612). Вероятно, погиб вместе с отцом.